# Karunesh
Karunesh (Hindi करुणेश, „Mitgefühl“) ist das Künstlerpseudonym des New-Age-/Ambient-Musikers Bruno Reuter (* 1956 in Köln). In seiner Musik benutzt er meditative Klänge und teilweise indische Instrumente wie die Sitar.
Obwohl er sich schon als Kind zur Musik hingezogen fühlte und als Teenager in einer Band mitspielte, studierte er Grafikdesign. Nach seinem Studium wurde er in einen schweren Motorradunfall verwickelt. Seine nahe Begegnung mit dem Tod ließ ihn über sein Leben nachdenken und einen spirituellen Weg des Lebens beginnen, so dass er 1979 nach Indien zu Osho reiste. Nach seinem Unfall entschied er sich endgültig, seinem Talent als Musiker nachzugehen.
1984 wurde das erste Album Sounds of the Heart veröffentlicht. Die Alben Heart Chakra Meditation (1992) und Chakra Sound (1997) sind die Basis für gleichnamige aktive Meditation. Weitere aktive Meditationen von Osho wurden von Deuter und Kamal vertont. Die ersten sieben CDs erschienen ursprünglich bei Nightingale Records/Meistersinger Musik, dem Label, bei dem auch Anugama und Kamal ihre ersten CDs veröffentlichten.
Seit 1992 lebt Karunesh auf Maui, Hawaii.

## Alben
- 1984: Sounds Of The Heart
- 1987: Colours Of Light
- 1989: Sky’s Beyond
- 1990: Heart Symphony
- 1992: Heart Chakra Meditation
- 1994: Beyond Body And Mind
- 1997: Chakra Sounds
- 1998: Secrets of Life
- 2000: Global Spirit
- 2001: Silent Heart
- 2001: Zen Breakfast
- 2002: The Way of the Heart
- 2002: Nirvana Cafe
- 2004: Call of the Mystic
- 2005: Beyond Heaven
- 2006: Global Village
- 2006: Joy of Life (als Fortsetzung zum Album Call of the Mystic)
- 2008: Enlightenment – A Sacred Collection (Best-of-CD)
- 2009: Heart Chakra Meditation II (coming home) – Nachfolgealbum der CD von 1992 mit neuen Übungen und neuer Musik
- 2010: Enchantment – compilation
- 2010: Beyond Time – compilation
- 2010: Path of Compassion
- 2012: Colors of the East
- 2016: Sun Within